# 세메로 왕조
세메로 왕조(바스크어: Semero leinua) 혹은 히메네스가(스페인어: Dinastía Jimena)는 10세기부터 13세기까지 이베리아반도의 지배 왕가였다.

## 같이 보기
- 레온의 군주
- 카스티야의 군주